# Aljašský malamut
Aljašský malamut (anglicky: Alaskan Malamute) je americké psí plemeno, původně chované především severskými domorodými kmeny: Inuity. Je podobné sibiřskému huskymu, avšak patronát nad tímto plemenem nepřevzaly Spojené státy, nýbrž Rusko. Dalšími plemeny podobného typu jsou kanadští eskymáčtí psi, grónští psi nebo samojedi. Tito houževnatí, odolní, přátelští, ale také tvrdohlaví psi se hodí pro aktivní lidi, kteří nehledají psa na výcvik, ale spíše společenského psa.

## Historie

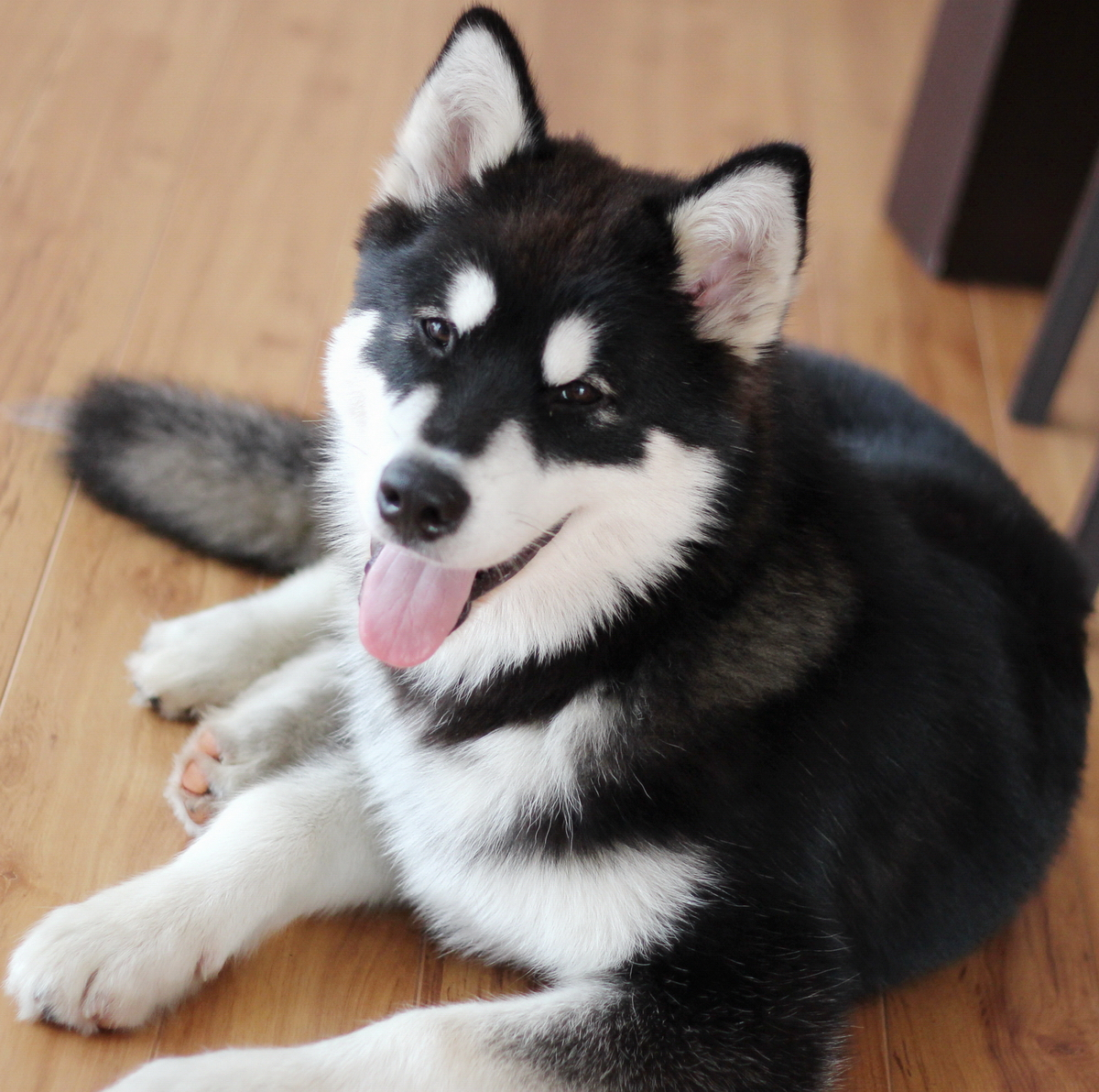
Pětiměsíční štěně

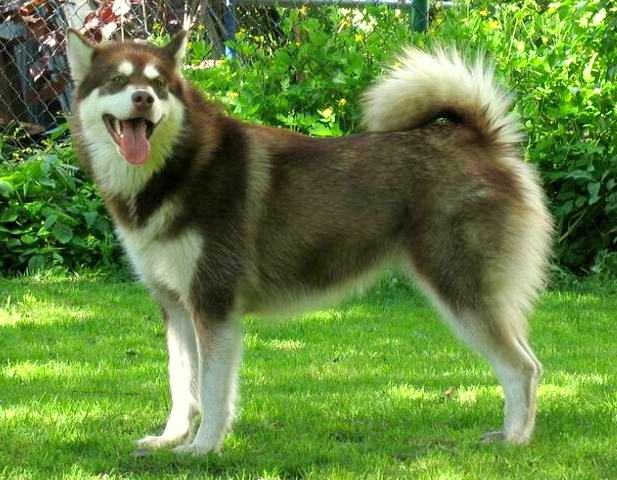
Jedinec s netypickým červeným zbarvením

Aljašský malamut patří k nejstarším ze severských loveckých psů a navíc bývá považován i za nejsilnějšího. Bývá též uváděn jako nejstarší psí plemeno Severní Ameriky. Jak starý je aljašský malamut přesně není známo, avšak první zmínky o podobných psech se objevují v 18. století, kdy je popisují obchodníci, kteří zavítali mezi Inuity. Malamut byl až do 19. století jediným psím plemenem chovaným na Aljašce, kde mimo jiné vzniklo i jméno tohoto psa a to ze slov Mahlemut anebo také Mahlamiut či Mahlemiut, které označuje Inuity. Malamuti Inuitům zajišťovali především prostředek k převážení věcí. V zimě tahali sáně, v době beze sněhu nesli vaky.
Během propuknutí zlaté horečky na Aljašce byla poptávka po silných tažných psech větší než nabídka, záhy ale přišlo zklamání z neúspěchu a zbylí zlatokopové se rozhodli začít závodit se psími spřeženími. První velký závod se konal již roku 1908 a jeho celková délka byla 653 km.
Malamuti byli velice populární už nejen mezi Inuity, na přelomu 19. a 20. století dokonce pracovali pro Kanadskou královskou policii. Mezi lety 1909 až 1918 ale plemeno silně upadlo, nikoliv ale kvůli válce, ale proto, že se objevilo jiné, lepší, plemeno: sibiřský husky. Huskyové byli a jsou lehčí, menší i rychlejší, i když ne tolik vytrvalí. Lidé mezi sebou začali huskye a malamuty volně křížit, bez ohledu na plemeno a původní typ malamuta téměř vymizel. Situace se zlepšila až roku 1926, kdy začali být malamuti kříženi na základě čistokrevného chovu.
Chov aljašských malamutů se běžně rozděluje na dvě linie: Kotzebue a M’loot (někdy je ale uváděna i třetí, méně známá, linie Hinman, která sice odchovala jen pár psů, kteří ale významně přispěli do chovu). Linie Kotzebue byla založena především na psech Artura Waldena, kteří následně přešli do vlastnictví Miltona a Evy Seeleyových. Šlo o čistě vlkošedé psy s bílými znaky. Právě tito psi jsou považováni za první moderní aljašské malamuty. Jedinci z linie M’loot jsou větší, s různými barevnými variacemi, jako je červená nebo kaštanová. Roku 1935 American Kennel Club (AKC) uznal aljašského malamuta jako plnohodnotné plemeno a schválil i standard.
Během druhé světové války byli upotřebeni i aljašští malamuti a to především americkou armádou. Ta je využívala pro přepravu munice do špatné schůdného terénu a jako záchranářští psi. Po jejím skončení byli využíváni během expedic v Antarktidě, především pro tažení saní.
Roku 2010 se aljašský malamut stal oficiálním národním plemenem Aljašky.

### Chov v Česku
První aljašský malamut byl do Česka dovezen roku 1980 Hanou Petrusovou a jednalo se hned o dvě feny. Rok nato, v červnu 1981, se narodil první vrh. O čtyři roky později, roku 1984 vznikl Klub severských psů a jezdců se psím spřežením (později přejmenován na Klub severských psů), který začal malamuty sdružovat. Roku 1997 vznikl samostatný klub Alaskan Malamute klub Česká republika. Oba dva kluby stále aljašské malamuty sdružují. Podle podmínek Klubu severských psů mohou psi krýt bez omezení na věku, feny jen do dovršení osmi let. Psi i feny musí absolvovat bonitaci, zdraví kyčlí doložit rentgenem a mít negativní výsledky u testů na oční choroby.

## Vzhled

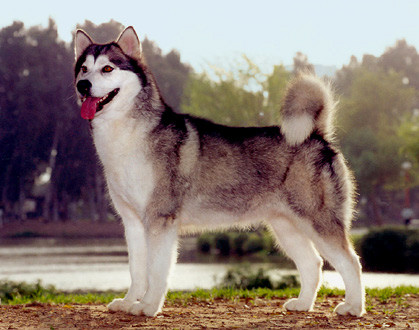
Dospělý jedinec

Aljašští malamuti jsou celkově mohutní psi s hlubokým hrudníkem a dobře osvaleným tělem. Pohyb by měl být plynulý, vyvážený. Krycí srst je tvrdá, naopak nesmí být dlouhá nebo měkká. Podsada hustá, vlnitá a mírně delší než krycí srst. V letních měsících je srst kratší a nepůsobí tak hustým dojmem jako v zimě, kdy se po línání srst mění na delší. Zastřihování je na výstavách nepřípustné: povolené jen zastřihávání srsti mezi polštářky na tlapách. Aljašští malamuti disponují širokou škálou různých zbarvení, přičemž ale většina se odvíjí od světle šedého základu s bílými znaky. Bílé znaky zahrnují bílou náprsenku, nohy, masku na obličeji a dolní stranu ocasu. Též břicho bývá zbarveno bíle. Standard též uznává jednolitě bílé jedince. Mimo bílých znaků mohou být aljašští malamuti červení, tmavě šedí, světle šedí, černí, hnědí... Ideální kohoutková výška dle standardu je u psů 25 palců (= 63,5 cm), u fen 23 palců (=58,4 cm). Váha se pohybuje okolo 37 kg. Při posuzování aljašských malamutů se klade velký důraz i na pracovní stránku psa: výdrž, stavbu těla...
Hlava je široká a hluboká, harmonických tvarů, stop mírně vyznačený. Uši aljašských malamutů jsou středně velké, avšak vůči hlavě mohou působit jako malé. Mají trojúhelníkovitý tvar se zaoblenými konci. Oči jsou šikmo posazené, oválného tvaru a s hnědou duhovkou. Výraz přátelský. Pysky musí přiléhat, zuby pod nimi by měly být silné a velké; nůžkového skusu. Krk je silný, mírně klenutý a harmonicky navazující na dlouhý a široký hřbet. Ten směrem k zádi může mírně klesat. Bedra pevná, dobře osvalená. Ocas aljašských malamutů je typický pro většinu plemen špiců a pro všechny severské psy. Je hustě osrstěný, ke špičce se zužující a především ho pes nosí nad hřbetem. Nohy jsou silné a mohutné, tlapky kulaté hluboké a s pevnými polštářky. Drápy by pes měl mít krátké a silné, pigmentace není standardem udávána.

### Podobná plemena
Aljašskému malamutovi se silně podobá jeho příbuzný sibiřský husky, ten ale bývá lehčí, nižší a obecně drobnější. Sibiřský husky je také obecně považován za mladší plemeno a nebyl stavěn pro tahání těžkých nákladů, ale na rychlost. Hokkaido-Ken je japonské psí plemeno podobných proporcí, nicméně, tito psi mají kratší srst a především jsou zbarveni vždy jednolitě, tím pádem je jedinou barvou, ve které se shodují s aljašskými malamuty, bílá. Též grónský pes je malamutovi podobný, dokonce je podobně vysoký i těžký. U grónských psů je povoleno jakékoliv zbarvení, tedy i vlkošedé s bílou apod., nicméně, toto plemeno je poměrně vzácné a v Česku se s ním nelze setkat.

## Povaha

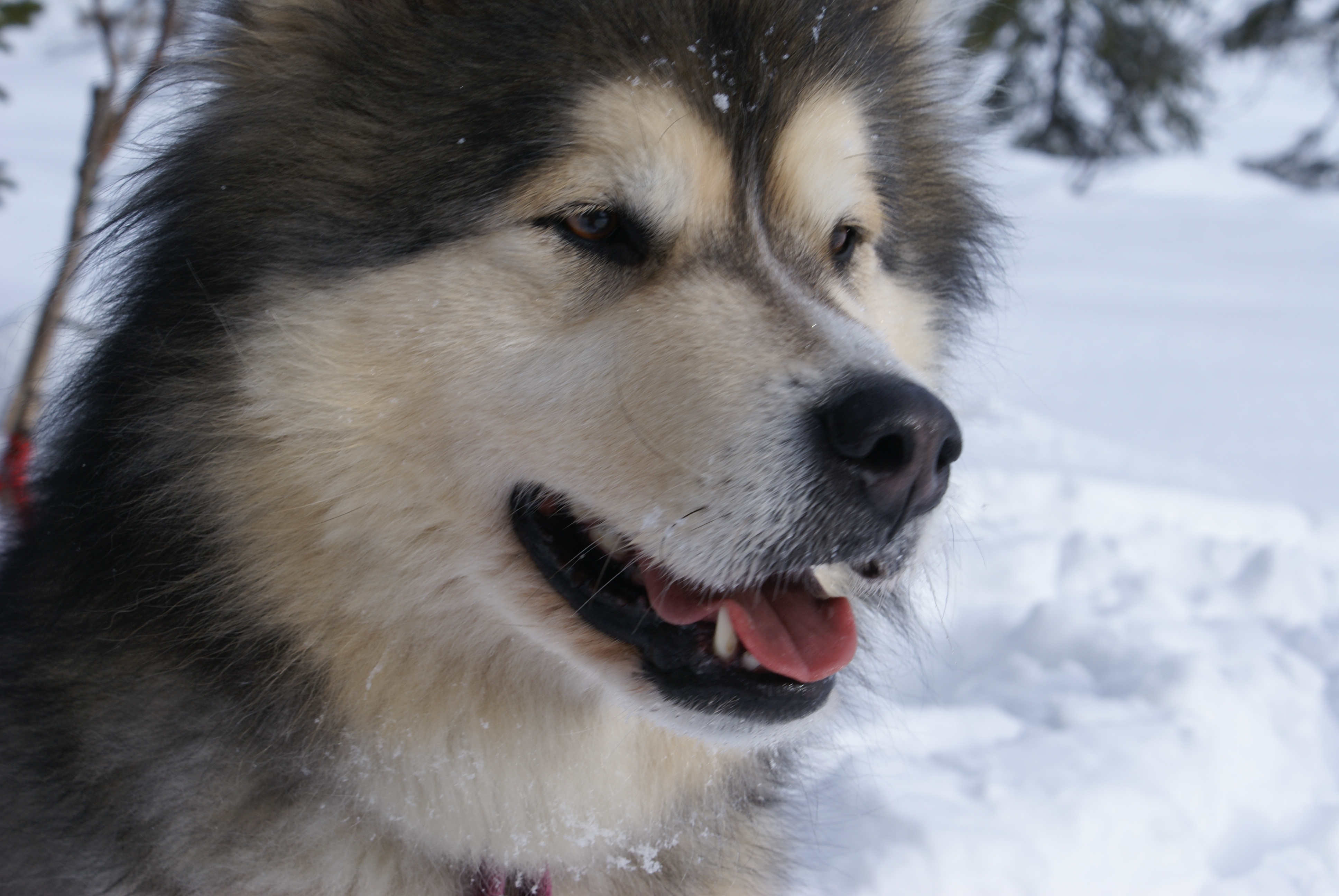
Hlava aljašského malamuta

Aljašský malamut je samostatný, aktivní a temperamentní plemeno psa, které se ale nehodí pro každého, už proto, že potřebuje, aby se mu jeho majitel hodně věnoval, především co se týče pohybu, ale také pouze dělání společnosti. Ve štěněcím období je pro aljašské malamuty velice důležitá socializace, během níž si zvykají na nové podněty, jako jsou jiní psi, lidé, dopravní prostředky... Při nedostatečné socializaci je možné, že v dospělosti budou bojácně nebo naopak agresivně reagovat na nové podněty. Jsou to hrdí a dominantní psi, kteří jsou zvyklí dělat si věci po svém a také se sami rozhodovat při řešení problémů. Jde o typického smečkového psa, kterému se lépe žije ve větší skupině, než osamotě. Aljašský malamut má silné lovecké pudy a je těžké, odvolat ho od potenciální kořisti. Jedná se hlavně o lesní zvěř. Pokud se štěně naučí v mládí vycházet například s kočkou, která byla v rodině před ním, pravděpodobně ji bude akceptovat i v dospělosti, avšak vůči jiným jedincům stejného druhu může být útočný.
Malamuti jsou sice tvrdohlaví a samostatní psi, ale vůči majitelům jsou velice oddaní a loajální a není těžké je cvičit. Vhodné je především cvičit za pomocí pamlsků, spíše než „tvrdou rukou“, kdy se navíc většinou ničí vztah mezi psem a člověkem. S dětmi vychází dobře, avšak neúmyslně jej mohou zranit rychlým pohybem atd. Není to dobrý hlídač.
Tito aktivní psi potřebují dostatek pohybu a vyžití. Jsou plní energie, kterou je třeba vybít, což je možné například při mushingu, pulce, bikejöringu (tažení psem na běžkách), canicrossu... V jiných zemích světa se tito psi využívají i v agility a dogdancingu, v Česku se ale jedná spíše o výjimky.

## Péče

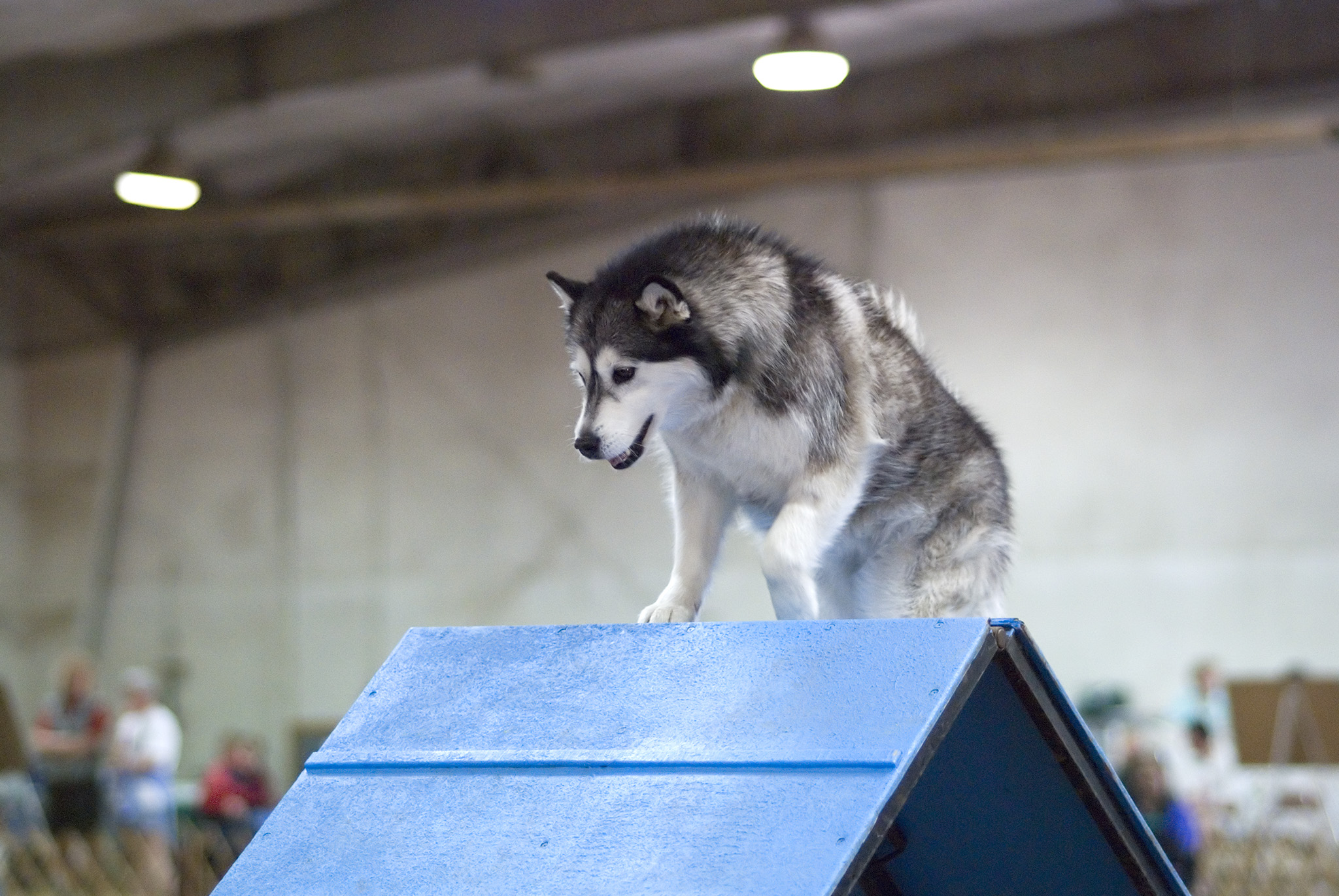
Aljašský malamut při agility

Aljašský malamut se skutečně hodí pro aktivního člověka, který mu poskytne dostatek pohybu. Co se mushingu týče, tak aljašský malamut je stavěný nikoliv na rychlost, ale na výdrž. I proto malamuti v mushingu ustoupili lehčím plemenům, především pak sibiřskému huskymu, který je lehčí a rychlejší. Jako „alaskani“ jsou označováni jedinci vzniklí křížením severských a jiných plemen psů, kteří bývají šlechtěni právě pro lepší výsledky v mushingu.
Aljašský malamut je venkovní pes, vyšlechtěn byl do silných mrazů a středoevropská zima mu nedělá problémy. Naopak vytápěný byt je pro tyto psy téměř extrém, kterému je lepší se vyhnout. Celkově jde o psa, kterému se bude lépe dařit na venkově, než ve městech a rušných předměstích. Na zahradě by se ale člověk měl svému psa věnovat, protože aljašští malamuti jsou, mimo jiné, známi i pro svoji zálibu v hrabání a ničení rostlin obecně. Navíc se jedná o útěkáře, takže je nutné dostatečně připravit oplocení zahrady, které pes nepřekoná (tzv. nepřeskočí ani nepodhrabe).
Aljašský malamut je pes s podsadou, tudíž líná 2x ročně (na začátku jara a na začátku zimy), kdy je nutné srsti věnovat zvýšenou pozornost v podobně každodenního vyčesávání. Mimo toto období stačí párkrát za týden pročesat a odstranit tak odumřelé chlupy. Nedoporučuje se časté mytí šamponem.
Po zdravotní stránce se jedná o zdravé a houževnaté plemeno, u nějž se ale může vyskytnout, podobně jako u mnoha velkých plemen psů, dysplazie kyčelního kloubu (DKK). Stejně tak se objevuje i dysplazie loketního kloubu (DLK) a nebo torze žaludku. Z očních chorob se může vyskytnou i progresivní retinální atrofie (PRA).